# شروود بوهلرت
شروود لوئیس بوهلرت (Sherwood Louis Boehlert)‏ (۲۸ سپتامبر۱۹۳۶ – ۲۰ سپتامبر ۲۰۲۱)، سیاستمدار آمریکایی از نیویورک بود. از سال ۱۹۸۳ الی ۲۰۰۷، نمایندهٔ بخش وسیعی از نیویورک مرکزی در مجلس نمایندگان ایالات متحده بود. بوهلرت به‌عنوان یک جمهوری‌خواه، از اعضای شاخهٔ میانه‌رو این حزب محسوب می‌شد. از سال ۲۰۰۱ تا سال ۲۰۰۶ به عنوان رئیس کمیتهٔ علوم خدمت کرد.

## اوایل زندگی، آموزش و اویل حرفهٔ سیاسی
شروود لوئیس بوهلرت، در ۲۸ سپتامبر سال ۱۹۳۶ در شهر یوتیکا ایالت نیویورک در خانوادهٔ الیزابت مونیکا (موسوم به چامپوکس) و شروود برلت، متولد شد و از کالج یوتیکا فارغ شد. وی معتقد به کلیسای رومن کاتولیک بود. دو سال (۱۹۵۶–۱۹۵۸) در ارتش ایالات متحده خدمت کرد و سپس به عنوان مدیر روابط عمومی شرکت شیمیایی ویندوت کار کرد. بوهلرت پس از ترک شرکت ویندوت، به عنوان رئیس ستاد دو عضو کنگره از بخش شمالی ایالت بنام‌های الکساندر پایرین و دونالد جی. میچل خدمت کرد. پس از این سمت، مدیر اجرائی شهرستان در شهرستان اونیدای ایالت نیویورک انتخاب شد و از سال ۱۹۷۹ تا سال ۱۹۸۳ در این سمت خدمت کرد. پس از چهار سال خدمت به عنوان مدیر اجرائی شهرستان، در انتخابات سال ۱۹۸۲ کاندید عضویت در کنگره شد و برنده شد. بوهلرت الی زمان بازنشستگی اش، مجدداً در هر دورهٔ کنگره بعدی انتخاب شد.

## مجلس نمایندگان ایالات متحده

### انتخابات
میچل دوباره در انتخابات سال ۱۹۸۲ شرکت نکرد. بوهلرت برای جانشینی میچل در این حوزه انتخابیه، وارد دور مقدماتی انتخابات جمهوری‌خواهان شد، این حوزه انتخابیه در حوزه‌بندی مجدد از شماره سی و یکم به شماره بیست و پنجم تغییر شماره داده شده‌است. بوهلرت با کسب ۵۶٪ آرا برنده دور مقدماتی انتخابات شد. وی با شکست دادن آنیتا ماکسول دموکرات با ۵۶٪ آرا در مقابل ۴۲٪ آرا، برنده انتخابات عمومی شد.
بوهلرت پس از آن هر دو سال یکبار در انتخابات پیروز شد تا این‌که در سال ۲۰۰۶ تصمیم به بازنشستگی و عدم شرکت مجدد در انتخابات گرفت. شماره حوزهٔ انتخابیهٔ وی دو مرتبه و هر مرتبه پس از حوزه‌بندی مجدد – از شماره بیست و پنجم (۱۹۸۳–۱۹۹۳) به شماره بیست و سوم (۱۹۹۳–۲۰۰۳) و از شماره بیست و سوم به شماره بیست و چهارم (۲۰۰۳–۲۰۰۷)، تغییر یافت. بوهلرت پنج مرتبه در دور مقدماتی انتخابات جمهوری‌خواهان رقابت کرد که این پنج دور عبارت اند از: در سال ۱۹۸۶ با (۶۷٪) آرا، در سال ۱۹۹۶ با (۶۵٪) آرا، در سال ۲۰۰۰ با (۵۷٪) آرا، در سال ۲۰۰۲ با (۵۳٪)‏ آٰرا و در سال ۲۰۰۴ با (۶۰٪) آرا. پائین‌ترین درصدی پیروزی مجدد وی در انتخابات عمومی در آخرین انتخاب مجددش در سال ۲۰۰۴، ۵۷٪ بود و این زمانی بود که با ۵۷٪ در برابر ۳۴٪ جیف میلر دموکرات را شکست داد.

### دورهٔ تصدی
بوهلرت بیشتر به‌خاطر کارش در سیاست محیط زیستی مشهور است. با آغاز دههٔ ۱۹۸۰ و بحران بارندگی اسیدی، بوهلرت به صدای رسای حزب جمهوری‌خواه برای محیط زیست تبدیل شد. بوهلرت سهمی بسزایی در مواد قانون باران اسیدی اصلاحیه‌های سال ۱۹۹۰ قانون هوای پاک، داشت. او همواره بر افزایش استانداردهای میانگین مصرف سوخت شرکتی برای کامیون‌های سبک و خودرو تأکید داشت و حامی اصلی از حزب جمهوری‌خواه (GOP) از چندین اصلاحیهٔ قانون میانگین مصرف سوخت شرکتی بود. به‌علت جدال‌های همیشگی بوهلرت بر سر قوانین محیط زیستی که حتی اغلب وی را در مخالفت با رهبری حزبش قرار می‌داد، روزنامهٔ نشنال ژونال لقب «زنبور سبز» را به وی اعطا کرد و او را به‌عنوان یکی از جملهٔ ده‌ها «بازیگران کلیدی» مجلس نمایندگان، برجسته ساخت. مجله تایم، بوهلرت را به دلیل دیدگاه‌های میانه‌روی اش، به‌عنوان «مرکز قدرت» در کاپیتال هیل یا مقر حکومت ایالات متحده و شرکت انتشاراتی کانگرشنال کوارترلی وی را یکی از ۵۰ عضو مؤثر کنگره نام‌گذاری کرد. بوهلرت عضو چندین گروه ملی میانه‌رو حزب جمهوری‌خواه (GOP) از جمله گروه مشارکت خیابان اصلی جمهوری‌خواهان و گروه انجمن رپیون، بود.
بوهلرت در کمیتهٔ علوم، از سرمایه‌گذاری در بنیاد ملی علوم، برنامه‌های آموزشی علوم و ریاضی و ریاست علوم وزات انرژی حمایت نمود. بوهلرت پس از حملهٔ یازدهم سپتامبر و حملات سیاه زخم ۲۰۰۱، قانونی را ایجاد کرد که بر مبنای آن ریاست علوم و فناوری (S&T) در وزارت امنیت کشور ایالات متحده (DHS) ایجاد شد تا از توسعه فناوری به‌منظور حفاظت در برابر حملات تروریستی نظارت نماید. این لایحهٔ علوم و فناوری (S&T) امنیت داخلی که از کمیتهٔ علوم به بیرون گزارش شد، در نهایت مورد پذیریش رهبری کنگره و رئیس‌جمهور بوش قرار گرفت و به‌عنوان بخشی از قانون امنیت داخلی سال ۲۰۰۰ به تصویب رسید. بوهلرت از نخستین اعضای کنگره بود که خواستار دستور کار رقابتی شد که این فراخوان با گزارش آکادمی ملی علوم در کتاب غلبه بر طوفان فزاینده در مورد حفظ برتری ایالات متحده در علوم و مهندسی و به همین‌گونه ابتکار رقابتی آمریکا که توسط رئیس‌جمهور بوش معرفی شد، به اوج خود رسید.
بوهلرت ترویج کنندهٔ فعال قانون نخستین پاسخ‌دهنده، طرفدار قوی آتش‌نشانان داوطلب و عضو اصلی و رئیس گروه پارلمانی خدمات آتش‌نشانی کنگره بود.
بولتر در ۱۷ ماه مارس سال۲۰۰۶ در یک کنفرانس مطبوعاتی اعلام کرد که در سیزدهمین دور کنگره کاندید نمی‌شود. چندین نماد به افتخار وی نام‌گذاری شده‌است که نمایانگر فعالیت وی در حمل و نقل و مسائل علمی است. این نمادها شامل ایستگاه میتروی یونین جدیداً ساخته شده در یوتیکا و تسهیلات علمی جدید آزمایشگاه تحقیقات نیروهای هوایی (که یک ریاست اطلاعاتی در شهر رم ایالت نیویورک است)، است.

### انتصابات کمیته
بوهلرت در تمام دورهٔ کاری خود در کنگره در کمیتهٔ علوم خدمت کرد. به علاوه عضو درجه سوم کمیتهٔ حمل و نقل بود؛ از سال ۱۹۹۵ تا سال ۲۰۰۰ رئیس کمیتهٔ فرعی منابع آبی و محیط زیستی بود. وی عضو کمیتهٔ منتخب اطلاعات مجلس نمایندگان نیز بود و در سال ۲۰۰۴ به عنوان رئیس موقت این کمیته خدمت کرد.

## حرفهٔ پسا کنگره
بوهلرت پس از سال ۲۰۰۷ در قسمت ترویج گروه‌های علمی و محیط زیستی به فعالیت خود ادامه داد. وی در هیئت مدیرهٔ مشارکت سیاسی غیر حزبی برای حفاظت از اقلیم تحت ریاست الکور معاون پیشین ریاست‌جمهوری، خدمت کرد. بوهلرت به عنوان عضو ارشد در مرکز مشارکت سیاسی غیر حزبی بود. وی یکی از اعضای گروه اصلاح‌طلب سازمان Issue One بود.

## مرگ
بوهلرت در ۲۰ سپتامبر سال ۲۰۲۱ در سن ۸۴ سالگی بر اثر عوارض زوال عقل در یک مرکز آسایش‌گاه مراقبت از بیماران در نیو هارتفورد ایالت نیویورک درگذشت. مراسم جنازه وی در ۲۷ ماه سپتامبر سال ۲۰۲۱ در بانوی مالورد در شهر یوتیکای ایالت نیویورک برگزار شد.